# Stornelli neri
Stornelli neri (noto maggiormente come Se prenderemo il negus o anche come L'abissino vincerai) è un brano musicale composto da Armando Gill e musicato da Nino Casiroli nel 1935. 
Il brano è una canzone satirica e razzista sul tema della guerra d'Etiopia apertasi per l'appunto nel 1935. La composizione scherzosa si basa probabilmente sulla forma musicale degli stornelli dell'intrattenitore romano Bombacè, rivisitati ovviamente in chiave utile alla filosofia fascista. L'autore si scaglia contro il negus Hailé Selassié che viene dipinto come un governante incapace (Ha molte terre incolte che non sa far fruttare / e noi sarem capaci di andarle a conquistare!), capace di irritarsi facilmente senza concludere nulla (Se il Negus non risponde e all’armi fa l’appello / noi gli farem gustare l’antico manganello!), prendendosela poi col colore della pelle del suo popolo (Se l’Abissino è nero gli cambierem colore! / A colpi di legnate poi gli verrà il pallore!), con i caratteristici capelli ricci dei rastafari (Io parto per l’Oriente e vado in Abissinia / e a tutti i nemici farò la permanente!). Viene successivamente citata la figura del generale Emilio De Bono, uno degli artefici della guerra d'Etiopia che promise licenze straordinarie in caso di vittoria sul nemico (Il general De Bono ci ha detto in confidenza / se prenderemo il Negus ci manderà in licenza!) al quale viene chiesto di inviare in Abissinia, per dare manforte ai soldati , anche il popolarissimo pugile Primo Carnera (Or ti facciamo in coro una gran preghiera: / su manda in Abissinia pure anche Carnera!). L'ultimo riferimento, per quanto velato, è il sostegno dato dal Regno Unito, definito "nazione che ha molti quattrini" che segretamente vendeva armi avanzate agli etiopi per evitare che gli italiani potessero stabilire in loco una loro colonia vincendo facilmente le disorganizzate armate dell'impero del negus; a queste armi i fascisti italiani contrappongono l'arma suprema nell'ottica della retorica: Benito Mussolini.